# سیارک ۱۱۰۵۱
سیارک ۱۱۰۵۱ (به انگلیسی: 11051 Racine، نامگذاری:1990VH12) یازده هزار و پنجاه و یکمین سیارک کشف شده‌است که در ۱۵ نوامبر ۱۹۹۰ کشف شد.
قدر مطلق سیارک برابر ۱۳٫۳۰ است.